# Ruta 108 (Uruguay)
La ruta N.º 108 es una carretera uruguaya. Presenta tanto tramos de jurisdicción nacional (ruta nacional), como tramos pertenecientes a jurisdicción departamental.

## Características

### Designación
Esta carretera lleva por ley 17470, desde 2002 el nombre de Wilson Ferreira Aldunate, en honor al político uruguayo del Partido Nacional.

### Categorización
Desde 1993, por resolución del Poder Ejecutivo N.º 635/993, el tramo comprendido entre la intersección con la ruta 12 y el puente del arroyo Polanco, fue descalificado de su carácter nacional, por lo que, dicho tramo pasó a jurisdicción de la Intendencia Departamental de Lavalleja.

### Trazado
Nace como ruta nacional secundaria en el departamento de Canelones, en la localidad de Migues (intersección con la ruta 81), y se dirige en sentido general suroeste-noreste, llegando al límite departamental con Lavalleja, donde se interseca con el tramo oeste de ruta 12 que va a Tala. Prosigue en la misma dirección ingresando al departamento de Lavalleja, empalmando con el tramo este de la ruta 12 que lleva a Minas. Desde allí la carretera deja de ser ruta nacional para continuar como camino departamental, hasta la intrsección con la ruta 14, próximo a la localidad de Zapicán.

#### Camino departamental
De acuerdo con el nuevo sistema de codificación para caminería rural implementado en 2018, la carretera pasa a conocerse con el código UYLA0009, para su tramo bajo jurisdicción departamental, aunque localmente se le sigue conociendo como ruta 108. Este camino departamental también incluye tramos de la vieja ruta 40. En este sector del departamento de Lavalleja, la 108 funciona como eje norte-sur, siendo fundamental para la interconexión de la zona central del departamento, entre las rutas nacionales n°7 y n°8. Este camino
departamental es un conjunto de tramos de antiguas rutas nacionales. De sur a norte, inicia su trazado como la continuación de la ruta nacional n°108, va desde la intersección de esta última con el ramal más norte de la n°12), hasta el camino Cañada Quemada (UYLA0132), desde allí y  hasta el camino Paso del Rey (UYLA0162) es parte de la antigua ruta n°40; y desde este último hasta la ruta 14 vuelve a ser la antigua ruta n°108.